# Gabriel Marcel
Gabriel Honoré Marcel (n. 7 decembrie 1889, Paris, Île-de-France, Franța – d. 8 octombrie 1973, Paris, Région parisienne, Franța) a fost un filozof, dramaturg, editor de carte, critic literar și teatral, muzicolog și teatrolog francez.

## Biografie

### Privire generală
Gabriel Marcel este fiul unui diplomat, Henry Marcel, secretar de stat, ministrul Franței la Stockholm (Suedia), devenit apoi director al Institutului de Arte Plastice (Beux-Arts), al Bibliotecii Naționale și al muzeelor naționale. Încă din copilărie, Gabriel Marcel se familiarizează cu atmosfera unei tradiții protestante (calvinism, Zwingli) și cu spiritualitatea unui iudaism laicizat dinspre mamă, Laure Meyer, precum și cu o tradiție agnostică pe linie paternă.
Până la sfârșitul vieții sale, Gabriel Marcel păstrează relații foarte strânse – implicat fiind și familial – cu vârfurile Bisericii Reformate din Franța, ceea ce, alături de conversiunea sa, din 1929, la catolicism, contribuie la închegarea unei atitudini spirituale ecumenice. Această sinteză religioasă se întregește, spre sfârșitul activității sale creatoare, printr-o declarată afinitate a gândirii lui Gabriel Marcel cu spiritualitatea teologiei ortodoxe.

### După decesul mamei sale
În 1893, după decesul mamei sale, tatăl se recăsătorește cu Marguerite Meyer, sora mamei lui Gabriel Marcel. Acest eveniment familial – filtrat prin optica unei hermeneutici filozofico-artistice – se va sublima în textura dramatică a mai multor piese de teatru ale sale. Problematica oedipiană – transpusă în contextul unei interpretări metafizice – va fi mereu prezentă în teatrul marcelian, care are o predilecție pronunțată pentru desfășurarea acțiunii dramatice în cadrul spațiului familial. Încă din copilărie călătorește mult, familiarizându-se cu marile orașe de artă.În 1910 devine agrégé în filozofie. Titlul tezei sale de doctorat este Ideile metafizice ale lui Coleridge în raporturile lor cu filosofia lui Schelling. De altfel, referința la filosofia lui Schelling va rămâne una din constantele gândirii marceliene. Din 1912 va începe o carieră pedagogică, practicată, cu intermitențe, până în 1941. Predă filosofia la Liceul din Vendôme. Începând din 1914, în cadrul unei unități speciale a armatei franceze și a Crucii Roșii, Gabriel Marcel se ocupă de regăsirea soldaților dispăruți pe câmpul de luptă. Pe parcursul acestei activități, Marcel își aprofundează interesul său pentru fenomenele paranormale. Descoperirea capacităților sale mediumnice constituie o adevărată revelație pentru tânărul creator. Publică primele sale creații dramatice cu titlul Le Seuil invisible, conținând piesele La Grâce și Le Palais de sable, la Editura Grasset. Între anii 1915 și 1918, predă filosofia la Liceul „Condorcet” din Paris. În 1919 se căsătorește cu Jacqueline Boegner, fiica pastorului Alfred Boegner (directorul Misiunii Evanghelice) și verișoara pastorului Marc Boegner, unul dintre reprezentanții iluștri al Bisericii Reformate. Importanța acestei comunități religioase în Franța secolului XX este considerabilă, întrucât, într-o proporție majoritară, marea burghezie bancară este de obediență reformată. Jacqueline Boegner – deși Marcel se convertește la catolicism în 1929 – va rămâne, până la sfârșitul vieții sale (1947), protestantă. Din 1919 este profesor de filozofie la Liceul din Sens până în anul 1922. Experiențele pe terenul învățământului liceal nu-i procură, însă, o reală satisfacție intelectuală. Pe de o parte, prelegerile sale sunt prea dificile pentru elevi, pe de alta, necesitatea de a-și manifesta autoritatea profesorală îl obosește pe filozof. Marcel nu se va mai întoarce în învățământul liceal decât în perioadele de criză majoră : adică între 1939-1940, când va preda cursuri de filozofie la Paris, și în 1941, la Montpellier. În 1919 își începe cariera de critic literar și teatral. Publică primul său articol în prestigioasa revistă literară la Nouvelle Revue Française (N.R.F.) la 1 septembrie 1919 (N.R.F., 6e année, n° 72, pp. 618-627). Urmează o serie impresionantă de articole, cronici literare și dramatice în revistele N.R.F. și L’Europe Nouvelle. În 1921 apare, la Grasset, piesa Le Coeur des Autres. Colaborând intens la N.R.F., Gabriel Marcel îl întâlnește pe remarcabilul critic literar Charles Du Bos. O prietenie de o viață se leagă între cei doi gânditori. În 1922 devine lector la Editurile Grasset și Plon. La Plon îi este încredințat postul de director al colecției de literatură universală „Feux croisés”. Va îndeplini această funcție timp de aproape trei decenii.
Articolele, eseurile și studiile sale critice și filozofice apar în cele mai importante reviste culturale ale epocii : Sept, Temps présent și La Vie intellectuelle. În 1923 publică, la Editura Stock, piesa L'Iconoclaste, în 1925 apar piesele Un Homme de Dieu, La Chapelle ardente și Le Quatuor en fa dièse. La Chapelle Ardente este reprezentată la Teatrul Le Vieux-Colombier în regia lui Gaston Baty. Reprezentată în 1949, piesa Un Homme de Dieu va fi considerată primul monument al teatrului existențialist. În 1926 participă activ la reuniunile cenaclului „Union pour la Vérité” al lui Paul Desjardins și la Decadele de la Pontigny (transformate după război în întîlnirile de la Cerisy-La-Salle). În 1928 publică Journal métaphysique (trad. în românește de Dorin Ștefănescu, Timișoara, Ed. Amarcord, 1995). Inspirat de dialectica hegeliană, influențat de spiritualismul lui Bergson, de raționalismul lui Brunschvicg și de existențialismul creștin al lui Kierkegaard, Gabriel Marcel devine, prin apariția Jurnalului metafizic, unul din cei mai importanți gânditori contemporani. Una din cheile reflecției marceliene este distincția subtilă stabilită între Existență și Obiectivitate. Nu lipsesc din Jurnal nici meditațiile asupra fenomenelor paranormale și asupra științelor oculte (spiritism, levitație, telepatie, magie, alchimie etc.). La 6 octombrie 1928 apare în L’Europe Nouvelle (n° 556, p.1344) comentariul lui Gabriel Marcel asupra romanului Les Conquérants al lui André Malraux. Criticul emite ipoteza că numai printr-o implicare personală în atrocități a romancierului a putut să fie creată o imagine atât de vie a absurdului existențial. Malraux ripostează, la 20 octombrie, în paginile aceleiași reviste (L’Europe Nouvelle, n° 558, p. 1411), respingând cu vehemență observațiile morale marceliene, pe care le consideră prea pioase, recunoscând însă faptul că zugrăvirea abisurilor existențiale din roman a fost înfăptuită pe fundalul unor experiențe reale și personale. Controversa dintre cei doi se încheie totuși cu victoria argumentelor metafizice invocate de Marcel, acestuia revenindu-i, de altfel, ultimul cuvânt (L’Europe Nouvelle, ibidem). Gabriel Marcel devine, treptat, unul dintre criticii cei mai importanți ai momentului. Vasta sa operă critică cuprinde în jur de 300 de recenzii, studii sau note critice care pot fi regrupate sub formă de monografii dedicate celor mai renumiți autori ai literaturii franceze din secolul XX : Marcel Proust, André Gide, François Mauriac, André Malraux, Albert Camus etc. O culegere de texte marceliene consacrate operei literare și dramatice a lui Jean-Paul Sartre a apărut la Editura Vrin, în 1981 (L’existence et la liberté humaine chez Jean-Paul Sartre). De menționat, de altfel, faptul că Sartre frecventa întrunirile literare ce aveau loc săptămânal, timp de mai mulți ani, la domiciliul parizian al lui Marcel. La 23 martie 1929 – ca răspuns la apelul lui François Mauriac și după o pregătire spirituală de câteva săptămâni sub îndrumarea lui Gaston Fessard, S.J. – Marcel se convertește la catolicism. Este botezat și acceptat în sânul Bisericii Catolice franceze. La convertirea filozofului a contribuit, nu în mică măsură, și Charles Du Bos, adeptul unui catolicism spiritual. În 1931 publică Trois pièces la Editura Plon (Le regard neuf, Le Mort de demain, La Chapelle ardente). În 1932 apare, la Editura Vrin, monografia lui Jean Wahl consacrată operei filosofice și dramatice a lui Gabriel Marcel. Conferință la Societatea de Filosofie din Marsilia : Positions et approches concrètes du mystère ontologique. În 1933 apar piesele Le monde cassé și La Soif la Editura Desclée de Brouwer,iar în 1935, la Editura Aubier, Etre et Avoir (A fi și a avea). Această operă este, de fapt, o continuare a Jurnalului filozofic, de la data de 10 noiembrie 1928 până la 30 octombrie 1933, urmată de o suită de patru eseuri "esențiale” pentru practicarea cugetării moderne. În A fi și a avea – pe lângă distincția fundamentală postulată în titlu și explicată pe larg pe parcursul cărții – Marcel inaugurează o metodă cu totul nouă în contextul reflecției contemporane. Prin această operă, filosofia “concretă” și “neosocratismul” marcelian sunt introduse în conștiința modernă. În paginile acestei opere de un răsunet excepțional, se cristalizează o adevărată hermeneutică organică a ființei. Concepția lui Schelling, după care meditația trebuie să se reformuleze, să se autodepășească și să-și păstreze deci caracterul ei proteic, își găsește în cartea lui Gabriel Marcel o ilustrare remarcabilă. În 1936 la Grasset apare piesa Le Chemin de crête, Plon editează piesa Le Dard, iar Editura Stock publică Le Fanal. Marcel alternează creațiile sale filozofice cu cele dramatice, considerând că ele nu sunt decât părțile aceluiași întreg. Conform viziunii marceliene, dramele reprezintă o încarnare concretă a esenței filosofiei lui, iar, complementar, filosofia sa constituie o sublimare a dramaturgiei sale metafizice. În 1937 la Congresul internațional de filosofie de la Paris susține o polemică cu Léon Brunschvicg. În 1938 piesa Le Fanal este reprezentată la Comédie-Française. În 1939 publică studiul Monarchie et Catholicisme în Cahiers des cercles monarhistes universitaires (numărul din iulie-august). Timp de decenii, opțiunea politică marceliană rămâne constantă, situându-se pe pozițiile unei spiritualități tradiționaliste. În 1940 apare Du Refus à l’Invocation la Gallimard, volum reeditat, cu titlul Essai de philosophie concrète, în colecția "Idées”. Figurează pe lista autorilor interziși de către autoritățile germane. În timpul Ocupației, trăiește în zona liberă, administrată de către guvernul de la Vichy. În 1944 publică Homo viator la Editura Aubier. Elaborează principiile unei metafizici a speranței. Ca și Socrate, care își termina dialogul Fedru (Phaidros) cu o rugăciune adresată marelui Pan, Gabriel Marcel își încheie Homo viator cu invocarea geniului tutelar al umanității. Noua ediție este revăzută și întregită în 1963, an în care apare și piesa L'Horizon, editată de “Les Etudiants de France”. În 1946 îl întâlnește pe Heidegger la Freiburg. Publică La métaphysique de Royce la Aubier și Théâtre comique (Colombyre; La Double expertise; Les Points sur les i; Le Divertissement posthume) la Editura Albin Michel în 1947. Călătorește în Spania, Portugalia, Austria și Germania. În 1948 dirijează conferința UNESCO de la Beirut. Paul Ricoeur publică în același an Gabriel Marcel et Karl Jaspers la Editura Temps présent din Paris. Gabriel Marcel este la apogeul activității sale creatoare, îi este decernat distincția de Ofițer al Legiunii de Onoare. În 1949 îi este decernat Marele Premiu pentru literatură al Academiei Franceze și publică la Editura Plon, piesele L'Emissaire, Le Signe de la Croix, La Fin des temps în volumul Vers un autre royaume. Editurile Nauwelaerts și Vrin reeditează Positions et approches concrètes du mystère ontologique. Predă o suită de conferințe "Gifford lectures” la Universitatea din Aberdeen. În 1950 opera lui dramatică se întregește cu piesa La Fin des Temps, publicată la Editura Réalités. În 1951 întreprinde o serie de conferințe în Maroc și în marile orașe ale Americii de Sud. Apare Le Mystère de l'être( Vol. I. Réflexion et mystère. Vol. II. Foi et réalité) (reeditare în 1967, în colecția „Foi vivante”, la Editura Flammarion-Aubier, și în 1993 la Éditions Universitaires). Publică Les Hommes contre l'humain la Editura La Colombe (volum reeditat de A. Fayard în 1968) și piesa Rome n'est plus dans Rome, urmată de studiul Etudes sur le Théâtre, la Editura La Table ronde. În 1952 este numit membru al Institutului din Paris. Publică piesa Mon temps n'est pas le vộtre în 1953. În 1954 apare, la Plon, Le Déclin de la Sagesse,iar în 1955 Aubier editează L'homme problématique. Publică, la Plon, piesa Croissez et multipliez. În 1956 ține o serie de conferințe în Canada. Îi este decernat Premiul Goethe. 1957 : conferințe în Japonia. În 1958 apare piesa La Dimension Florestan la Plon. Publică Théâtre et Religion. Opera sa filosofică, dramatică și critică se întregește, astfel, printr-o sinteză teatrologică. Apare, la Flammarion, Présence et Immortalité (volum reeditat în colecția „10x18”, la Plon, 1968). În 1961 susține o serie de conferințe, „William James Lectures” la Universitatea Harvard (S.U.A.). În 1962 Xavier Tilliette, S.J., publică Gabriel Marcel ou le socratisme chrétien, în colecția „Philosophes Contemporains”, volum editat de Desclée de Bouwer. În 1964 îi este decernat Premiul Păcii. Publică La Dignité humaine la Aubier. Apar Fragments philosophiques (1909-1914) la Editura Nauwlaerts din Louvain (Belgia) și Paris. Marcel își continuă, la revista Les Nouvelles Littéraires, activitatea de critic dramatic. Teatrul absurd (Ionesco, Beckett, Adamov) nu satisface exigențele spirituale ale criticului. 1965 : conferințe în S.U.A. și în Japonia. În 1967 apare, la Plon, volumul Le secret est dans les îles, conținând piesele Le Dard, L'Emissaire și La Fin des temps. În 1968 apare volumul Entretiens Paul Ricoeur - Gabriel Marcel la Aubier.Publică Pour une Sagesse tragique et son au-delà la Plon. Metafizica marceliană se articulează din perspectiva unei ontologii de-a dreptul dramatice. În 1969 îi este decernat Premiul Erasmus, pe care îl împarte cu fizicianul Carl Friedrich von Weizsäcker. În 1971 publică, la Gallimard, opera autobiografică En chemin, vers quel Eveil ? și Coleridge et Schelling la Aubier-Flammarion. În 1973 apare , la Plon, Cinq Pièces majeures (Un Homme de Dieu, Le monde cassé, Le Chemin de crête, La Soif, Le Signe de la Croix). La 8 octombrie 1973 se stinge din viață. În ultimele sale clipe este înconjurat de prietenii și discipolii lui cei mai intimi : Paul Ricoeur, Pierre Boutang și Emil Cioran. Postum, îi apare, la Fayard, volumul Percées vers un ailleurs, care conține piesele L'Iconoclaste și L'Horizon.

## Opere
Filozofie
- Existence et objectivité (1914).
- Journal métaphysique (1914-1923). Paris, Gallimard, 1927.
- Être et avoir (1918-1933). Paris, Aubier, 1935.
- Du refus à l'invocation. Paris, Gallimard, 1940. (Réédité en 1967 sous le titre Essai de philosophie concrète, Paris, NRF/Gallimard, 1967)
- Homo viator. Paris, Aubier, 1945.
- La Métaphysique de Royce. Paris, Aubier, 1945.
- Position et approches concrètes du mystère ontologique. Introduction par Marcel de Corte. Louvain, E. Nauwelaerts; Paris, Librairie philosophique J. Vrin, 1949.
- Le Mystère de l'être. Paris, Aubier, 1951. 2 vol.
- Les Hommes contre l'humain. Paris, La Colombe, 1951. Réédition: Fayard, 1968.
- Le Déclin de la sagesse. Paris, Plon, 1954.
- L'homme problématique. Paris, Aubier, 1955.
- Théâtre et religion. Lyon, Éditions E. Vitte, 1958.
- Présence et immortalité. Paris, Flammarion, 1959.
- La Dignité humaine. Paris, Aubier, 1964.
- Entretiens Paul Ricoeur, Gabriel Marcel. Paris, Aubier, 1968. Réédition: Présence de Gabriel Marcel, 1999.
- Pour une sagesse tragique et son au-delà. Paris, Plon, 1968.
- Coleridge et Schelling. Paris, Aubier, 1971.
- Gabriel Marcel interrogé par Pierre Boutang suivi de Position et approches concrètes du mystère ontologique. Paris, J.-M. Place Éditeur, 1977.
- Tu ne mourras pas. Textes choisis et présentés par Anne Marcel. Préface du P. Xavier Tilliette. Éditions Arfuyen, 2005.

Teatru
- Le Cœur des autres. Paris, Grasset, 1921.
- L'Iconoclaste. Paris, Stock, 1923.
- Un Homme de Dieu. Paris, Grasset, 1925.
- Le Monde cassé suivi de Position et approches concrètes du mystère ontologique. Paris, Desclée de Brouwer, 1933.
- Le Chemin de crête. Paris, Grasset, 1936.
- Le Dard. Paris, Plon, 1936.
- Le Fanal. Paris, Stock, 1936.
- La Soif . Paris, Desclée de Brouwer, 1938. Réédité sous le titre: Les cœurs avides, La Table Ronde, 1952.
- Théâtre comique : Colombyre ou le brasier de la paix - La double expertise - Les points sur les i - Le divertissement posthume. Paris, Albin Michel, 1947.
- Vers un autre Royaume : L'émissaire - Le signe de la croix. Paris, Plon, 1949.
- Rome n'est plus dans Rome. Paris, La Table Ronde, 1951.
- Croissez et multipliez. Paris, Plon, 1955.
- Mon temps n'est pas le vôtre. Paris, Plon, 1955.
- La dimension Florestan suivi de la conférence Le crépuscule du sens commun. Paris, Plon, 1958.

Critică literară și dramatică
- Bibliographie de la critique littéraire et dramatique de Gabriel Marcel. In : François Bréda, La critique littéraire et dramatique de Gabriel Marcel, Les Éditions Grinta, Cluj-Napoca, 2004. [nefuncțională]